# Kathryn P. Hire
Kathryn Patricia „Kay“ Hire (* 26. August 1959 in Mobile, Alabama) ist eine US-amerikanische Astronautin.

## Ausbildung
Hire erhielt 1981 einen Bachelor in Engineering und Management von der United States Naval Academy und 1991 einen Master in Weltraumtechnik vom Florida Institute of Technology.
Bei der United States Navy wurde Hire 1982 zur Marinefliegerin ausgebildet. Sie nahm an weltweiten luftgestützten ozeanographischen Forschungsmissionen teil und arbeitete als Ausbilderin auf der Mather Air Force Base in Kalifornien. Hire ist die erste Frau des amerikanischen Militärs, die einer Flugzeugbesatzung für Kampfeinsätze zugewiesen wurde. 1993 flog sie an Bord eines P-3-Seeaufklärers. Bei der Operation Enduring Freedom und dem Irakkrieg wurde sie im Kommandostab der US-Marine eingesetzt.

## Astronautentätigkeit
Ab Mai 1989 arbeitete Hire als Ingenieurin am Kennedy Space Center und später für Lockheed. Im Dezember 1994 wurde sie von der NASA als Astronautenanwärterin ausgewählt. Nach ihrer Ausbildung zur Missionsspezialistin arbeitete sie als Verbindungssprecherin (CAPCOM) im Kontrollzentrum. Sie arbeitete in der Leitung des Astronautenbüros für das Shuttle Avionics Integration Laboratory, die Nutzlasten des Shuttles und die Ausrüstung der Besatzungen.

### STS-90
Am 17. April 1998 startete Hire als Missionsspezialistin mit der Raumfähre Columbia zur Spacelab-Mission STS-90. Die 16-tägige Neurolab-Mission diente vor allem der Erforschung der Auswirkungen der Schwerelosigkeit auf Gehirn und Nervensystem.

### STS-130
Am 5. Dezember 2008 wurde ihre Teilnahme an der Mission STS-130 als Missionsspezialistin bekannt gegeben. Der Start fand am 8. Februar 2010 statt, die Landung am 22. Februar.